# Cileuksa
Cileuksa is een bestuurslaag in het regentschap Bogor van de provincie West-Java, Indonesië. Cileuksa telt 6730 inwoners (volkstelling 2010).